# Landas
Landas é uma comuna francesa na região administrativa de Altos da França, no departamento do Norte. Estende-se por uma área de 11.95 km². Em 2010 a comuna tinha 2 436 habitantes (densidade: 203,8 hab./km²).